# Сараєво (Болгарія)
Сара́єво (болг. Сараево) — село у Врачанській області Болгарії. Входить до складу общини Мизія.

## Населення
За даними перепису населення 2011 року у селі проживали 44 особи, усі — болгари.
Розподіл населення за віком у 2011 році:
Динаміка населення: